# Бензолсульфохлорид
Бензолсульфохлорид (бензолмоносульфохлорид, бензолсульфонилхлорид) — органическое соединение, хлорангидрид бензолсульфокислоты. Жёлтая вязкая жидкость.

## Получение
Основным лабораторным методом получения является реакция бензола и хлорсульфоновой кислоты. В колбу, снабжённую мешалкой и капельной воронкой, вносят 400 г хлорсульфоновой кислоты. Постепенно (на протяжении 3-х часов) к ней добавляют 100 г бензола, тщательно перемешивая каждую его порцию. Температура при этом должна составлять 0—10 °C. Затем смесь медленно выливают на лёд, масса которого составляет 120% от массы смеси. После отстаивания массы отделяют её нижний слой, состоящий преимущественно из бензолсульфохлорида, от верхнего водно-кислотного слоя. Бензолсульфохлорид промывают холодной водой несколько раз, сушат над хлоридом кальция и перегоняют в вакууме. При соблюдении данной методики выход продукта составляет около 70%. В данном случае протекает следующая реакция:
{\displaystyle {\mathsf {C_{6}H_{6}+2HSO_{3}Cl\ {\xrightarrow {}}\ C_{6}H_{5}SO_{2}Cl+H_{2}SO_{4}+HCl}}}
Возможен также метод получения бензолсульфохлорида, основанный на реакции бензолсульфоната натрия с хлорсульфоновой кислотой или пентахлоридом фосфора:
{\displaystyle {\mathsf {C_{6}H_{5}SO_{3}Na+HSO_{3}Cl\ {\xrightarrow {}}\ C_{6}H_{5}SO_{2}Cl+NaHSO_{4}}}}
{\displaystyle {\mathsf {3C_{6}H_{5}SO_{3}Na+PCl_{5}\ {\xrightarrow {}}\ 3C_{6}H_{5}SO_{2}Cl+2NaCl+NaPO_{3}}}}
Ещё одним способом получения является взаимодействие бензолсульфокислоты с оксихлоридом фосфора:
{\displaystyle {\mathsf {3C_{6}H_{5}SO_{3}H+POCl_{3}\ {\xrightarrow {}}\ 3C_{6}H_{5}SO_{2}Cl+H_{3}PO_{4}}}}

## Физические свойства
Бензолсульфохлорид при комнатной температуре представляет собой жёлтую/бесцветную вязкую жидкость с резким запахом, при температуре менее 14,5 °C переходящую в кристаллы ромбической сингонии. 
Кипит при температуре 251,5 °C с разложением. Плотность составляет 1,395 г/см3 при 4 °C, 1,384 г/см3 при 15 °C и 1,377 г/см3 при 25 °C. 
Хорошо растворим в спирте, эфире, хлороформе, тетрахлорметане. Малорастворим в воде, холодной водой медленно гидролизуется.
| Температура, °C     | 65,9 | 112,0 | 147,7 | 174,5 | 224,0 | 251,5 |
| Давление паров, кПа | 0,1  | 1,3   | 5,3   | 13,3  | 53,3  | 101,3 |

## Химические свойства

Схема, отражающая химические свойства бензолсульфохлорида (присутствует опечатка в правом верхнем углу — вместо аминогруппы NH2 в указанном соединении прописана несуществующая по валентности NH3)

- Гидролизуется водой. Медленно в холодной, быстро — при кипячении в присутствии кислот или оснований. При этом образуется бензолсульфокислота и соляная кислота[3].
- Взаимодействует с водным раствором аммиака или карбоната аммония в присутствии гидроксида или гидрокарбоната натрия с образованием бензолсульфамида[3].
- Реагирует со спиртами и эфирами, образуя эфиры бензолсульфокислоты — сульфонаты[5].
- Вступает в реакцию Фриделя-Крафтса. К примеру, с бензолом в присутствии кислоты Льюиса и при нагревании образует дифенилсульфон[6].
- Мягким восстановлением, например с помощью цинковой пыли или сульфита натрия, переводится в бензолсульфиновую кислоту[7].
- С помощью азотной кислоты в олеуме нитруется преимущественно в мета-положение[5].
- При нагревании до 200 °C разлагается с выделением сернистого газа[3].

## Применение
Бензолсульфохлорид используется в качестве сырья для получения бензолсульфамида — исходного вещества для производства различных красителей, лекарственных веществ, а также монохлорамина Б (бензолсульфохлорамида натрия), представляющего собой дезинфицирующее и отбеливающее средство.
Своё применение бензолсульфохлорид нашёл и в органическом синтезе. Он используется в качестве сырья для получения различных алкильных эфиров бензолсульфокислоты, которые используются как мягкие алкилирующие реагенты.
Также используется в качестве одного из реагентов в пробе Хинсберга — качественной реакции для обнаружения первичных, вторичных и третичных аминов. Поэтому бензолсульфохлорид можно назвать реагентом Хинсберга.

## Безопасность
Бензолсульфохлорид является горючим малолетучим веществом. Раздражающе воздействует на слизистые оболочки глаз и дыхательных путей, а также на кожу, чем представляет высокую опасность для человека. Не имеет выраженного кумулятивного действия.
В воздухе рабочей зоны производственных помещений рекомендуемая ПДК паров данного вещества составляет 0,3 мг/м3. В воде различных водоёмов санитарно-бытового водопользования ПДК составляет 0,5 мг/л.